# تل هشومير
تل هشومير (بالعبرية: תל השומר) هو حي في غوش دان في وسط إسرائيل. وتقع إلى الشرق من رمات غان، ويحدها من الشمال كريات أونو، وإلى الشرق منطقة يهود، وإلى الجنوب من أور يهودا. وتقع قاعدة قوات الدفاع الرئيسية ومركز شيبا الطبي في تل هشومير.
‌

## أعلام
- فيليب لولوش